# Fodé Ballo-Touré
Fodé Ballo-Touré (Conflans-Sainte-Honorine, 3 de enero de 1997) es un futbolista francés, nacionalizado senegalés, que juega en la demarcación de defensa.

## Trayectoria
Tras formarse como futbolista en el Paris Saint-Germain, finalmente en 2014 subió al segundo equipo, con el que disputó 53 partidos y anotó un gol. Tras tres años y no subir al primer equipo, finalmente en 2017 fichó por el Lille O. S. C. de la Ligue 1. En su primera temporada con el club quedó en decimoséptima posición. Tras empezar a disputar la temporada 2018-19, en el mercado invernal el A. S. Mónaco se hizo con sus servicios. En el conjunto monegasco permaneció hasta julio de 2021, momento en el que fue traspasado al A. C. Milan, con el que firmó por cuatro temporadas. Tras las dos primeras, en las que ganaron una Serie A, en septiembre de 2023 fue cedido al Fulham F. C. Después de esta cesión regresó a Milán, pero no contaba para el primer equipo y fue enviado al filial de la Serie C, el Milan Futuro. Acabó dejando el club en enero de 2025 tras llegar a un acuerdo para rescindir el contrato. Entonces volvió a Francia para jugar en el Le Havre A. C., donde disputó diez encuentros en lo que restaba de temporada antes de quedar libre.

## Selección nacional
Nacido en Francia y de origen maliense, decidió jugar a nivel internacional con Senegal, debutando el 26 de marzo de 2021 en un encuentro de clasificación para la Copa Africana de Naciones de 2021 ante Congo que terminó en empate a cero.

## Estadísticas

### Clubes
| Club                     | País       | Año       | Partidos | Goles |
| ------------------------ | ---------- | --------- | -------- | ----- |
| Paris Saint-Germain "II" | Francia    | 2014-2017 | 53       | 1     |
| Lille O. S. C.           | Francia    | 2017-2019 | 47       | 0     |
| A. S. Monaco             | Francia    | 2019-2021 | 74       | 0     |
| A. C. Milan              | Italia     | 2021-2023 | 26       | 1     |
| Fulham F. C. (cedido)    | Inglaterra | 2023-2024 | 8        | 0     |
| Milan Futuro             | Italia     | 2024-2025 | 3        | 0     |
| Le Havre A. C.           | Francia    | 2025      | 10       | 0     |

## Palmarés

### Títulos nacionales
| Título  | Club        | País   | Año  |
| ------- | ----------- | ------ | ---- |
| Serie A | A. C. Milan | Italia | 2022 |

### Títulos internacionales
| Título                    | Club (*)             | Sede    | Año  |
| ------------------------- | -------------------- | ------- | ---- |
| Copa Africana de Naciones | Selección de Senegal | Camerún | 2021 |

(*) Incluyendo la selección.